# Bjarezina (Njemen)
Bjarezina (vitryska: Бярэзіна) är ett vattendrag i Belarus. Det ligger i den nordvästra delen av landet, 100 kilometer väster om huvudstaden Minsk.